# Höhnende Wochenschau
Die Höhnende Wochenschau gilt als erste Berliner Lesebühne. Als regelmäßige Veranstaltung bestand sie von Mai 1989 bis April 1991.
Das Programm bestand aus aktuellen Satiren und Polemiken, die durch Stegreif-Vorträge und szenische Lesungen ergänzt wurden. Damit stellte die Höhnende Wochenschau sich in die Tradition des frühen deutschen Kabaretts. Wiglaf Droste bezeichnete die Höhnende Wochenschau auch als „Live-Zeitung“.

## Geschichte
Nach einem Streit in der Redaktion der taz um den Begriff „gaskammervoll“ in einem Artikel von Thomas Kapielski über die Berliner Edel-Diskothek Dschungel, traf sich eine Gruppe freier Mitarbeiter, Autoren und Unterstützer der taz. Während der Diskussion entwickelten Wiglaf Droste und Cluse Krings die Idee einer Wochenzeitung, die ganz ohne Druck- und Distributionskosten auskommt, weil sie „live“ auf einer Bühne vorgetragen wird. Ihre erste Aufführung erlebte die Höhnende Wochenschau Mitte Mai 1989 im Café Central am Nollendorfplatz in Berlin-Schöneberg. In den kommenden Monaten arbeiteten Cluse Krings und Wiglaf Droste daran, die adäquate Form für ein solches Format zu finden. Gleichzeitig wurden mit Frank Fabel und Dr. Seltsam (Wolfgang Kröske) neue Mitglieder für die Höhnende Wochenschau begeistert. Ein zweites Mal erblickte die Höhnende Wochenschau am 16. Juli 1989 das Licht der Welt.
Die Gruppe erweiterte sich mehrfach: Am 24. September 1989 stieß Michael Stein hinzu, ab 27. Dezember 1989 Klaus Nothnagel, ab 28. Januar 1990 R. P. Meyer (Horst Schwerdtfeger) und Werner Schauerte. Es folgten Anja Poschen und Stefan Schmidt. Einige der Auftretenden waren Autoren oder ehemalige Autoren der taz.
Ihre produktivste Zeit erlebte die Höhnende Wochenschau als Matinee jeden zweiten Sonntag im Schauplatz-Theater in Berlin-Kreuzberg. Der Eintritt war frei, die Kosten wurden über freiwillige Spenden und den Getränkeverkauf eingespielt. Das Ende der Höhnenden Wochenschau kam im Frühjahr 1991. Die rasante Frequenz neuer Programme führte zu Abnutzungs- und Ermüdungserscheinungen.

## Wiederaufnahme
Von Februar bis Mai 2003 kam es anlässlich des Irak-Krieges zu einer Wiederauferstehung der Höhnenden Wochenschau. Anfangs täglich (im Palais am Festungsgraben), später wöchentlich (im Grünen Salon der Volksbühne) kommentierte Die Höhnende Wochenschau unter dem Titel „Krieg.“ Kampfgeschehen und Pressezirkus. Von den ehemaligen Mitgliedern waren dabei: Cluse Krings, Dr. Seltsam und Horst Schwerdtfeger. Neue Mitglieder waren: Markus Liske, Sabine Greiner, Jörg Benario und Beate Johnen. Information über den Kriegsverlauf auf iraqischem und kurdischen Boden aus militärischen und diplomatischen Quellen lieferten als Gäste der Vorsitzende des Dachverbands der türkischen Sozialdemokraten in Europa Ahmed Iyidirli und der Kultur-Attaché der Palästinensischen Generaldirektion Abdullah Hijazi (PLO, Fatah).

## Wirkung
Die Höhnende Wochenschau demonstrierte, wie mit geringem Aufwand an Organisation und Proben eine regelmäßige literarische Veranstaltung auf die Bühne zu heben war. Damit wurde sie stilbildend für eine Vielzahl von Lesebühnen nach ihr. Übernommen wurde vor allem das Stilelement des abgelesenen Vortrags, das sich bei der Höhnenden Wochenschau aus der Aktualität der Texte ergab.
Direkte Nachfolger der Höhnenden Wochenschau waren das Benno-Ohnesorg-Theater (Wiglaf Droste und Michael Stein) und Dr. Seltsams Frühschoppen.

## Veröffentlichungen
- Frank Fabel, Cluse Krings, Klaus Nothnagel, Werner Schauerte, Horst Schwerdtfeger, Dr. Seltsam, Anja Poschen: Die höhnende Wochenschau. Das kleine Gezeter gegen das grosse. Satirische Texte aus Kreuzberg und anderen Weltmetropolen. Tacheles Verlag, Berlin 1990, ISBN 3-910156-04-5